# 中釜斉
中釜 斉（なかがま ひとし、1956年〈昭和31年〉7月25日 - ）は、日本の医師、医学者。専門分野は消化器内科、ライフサイエンス、病態医化学、分子腫瘍学、がんゲノム、環境発がん。日本医療研究開発機構理事長。国立がん研究センター理事長（第3代）などを務めた。

## 来歴
鹿児島県出身。7人兄弟の長男で、学生時代は陸上競技に興じた。ラ・サール中学校・高等学校を経て、1982年（昭和57年）3月、東京大学医学部を卒業。大学の同期生に医学者の森田明夫、小室一成らがおり、大学時代はバレーボールに興じた。
卒業後、東京大学医学部附属病院第3内科医員、国立がんセンター研究所発がん研究部研究員、東京大学医学部附属病院第3内科文部教官助手、マサチューセッツ工科大学がん研究センターリサーチフェローを経て、1992年（平成4年）3月、医学博士号を取得。ヒト発がんの環境要因や遺伝的要因の解析、その分子機構に関する研究に従事し、博士号取得後は、国立がんセンター研究所発がん研究部発がん促進物質研究室長、同生化学部長、同副所長、国立がん研究センター研究所副所長、同研究所長、同理事などを歴任。
2016年（平成28年）4月1日、国立がん研究センター理事長に就任。理事長就任後、改正がん対策基本法における全国がん登録事業、希少がんや難治性がんの研究事業を推進した。
2021年（令和3年）4月1日、国立がん研究センター理事長に再任。
2025年（令和7年）4月1日、日本医療研究開発機構理事長に就任。

## 学会等の役職歴
- 日本癌学会理事長[5]
- 日本プロテインホスファターゼ研究会世話人会メンバー[5]
- 日本がん予防学会評議員・監事[5]
- 厚生労働省がん対策推進協議会委員[2]